# Peter Dickinson (Musiker)
Peter Dickinson (* 15. November 1934 in Lytham St Annes, Lancashire, England; † 16. Juni 2023) war ein britischer Komponist, Pianist und Musikkritiker.

## Leben und Wirken
Peter Dickinson besuchte die Leys School in Cambridge, war danach Assistenzorganist am Queens’ College in Cambridge und ging für drei Jahre nach New York City. Dort studierte er Komposition bei Bernard Wagenaar an der Juilliard School, an der auch seine ersten Kompositionen aufgeführt wurden. Er arbeitete freiberuflich als Musikkritiker, als Pianist am New York City Ballet (unter anderem für George Balanchine) und lehrte ein Jahr an der Fairleigh Dickinson University in New Jersey.
Nach seiner Rückkehr nach Großbritannien unterrichtete er an einem College in Chelsea und lehrte an der University of Birmingham. 1974 ging er an die Keele University, wo er ein Zentrum für Amerikanische Musik aufbaute. Zu diesem Thema führte er Lesungen durch, veröffentlichte Artikel und Rezensionen und schrieb Features für BBC Radio 3. 1988 zeigte die „South Bank Show“ von Melvyn Bragg eine einstündige Dokumentation über ihn, in dem auch die erste Fernsehveröffentlichung der Komposition London Rags mit Mitgliedern des zu diesem Zeitpunkt bereits aufgelösten Philip Jones Brass Ensembles und des Ensembles London Brass zu hören war.
Von 1991 bis 1997 hatte Peter Dickinson einen Lehrstuhl am Goldsmiths College der Universität London, danach war er bis 2004 Leiter des Musikdepartments am Institut für Amerikanische Studien der Universität London. 1996 gründete er mit Bernarr Rainbow den „Bernarr Rainbow Trust“ zur Unterstützung der Ausbildung in der Musik, der einen jährlichen Preis für Musiklehrer vergibt. 1999 wurde er von der Keele University mit der Ehrendoktorwürde für Musik geehrt.
Peter Dickinson trat etwa dreißig Jahre mit seiner Schwester, der Mezzosopranistin Meriel Dickinson (* 1940) auf und spielte mit ihr Aufnahmen ein. Er lebte in Suffolk.

## Werk
Peter Dickinson schuf einige Auftragskompositionen, so ein Orgelkonzert für Simon Preston (1971), ein Klavierkonzert für Howard Shelley (1984), ein Violinkonzert für Ernst Kovacic (1986), Orgelvariationen für Jennifer Bate und Stücke für David Munrow. Auf dem 2005 veröffentlichten Album Peter Dickinson: Piano Voices and Brass sind Werke aus den Jahren 1974 bis 2004 zu hören, die von Peter Dickinson, Elisabeth Söderström, The King’s Singers, dem schwedischen Ensemble „Solna Brass“ und dem Pianisten Eric Parkin interpretiert wurden.

## Schriften
- Marigold. The Music of Billy Mayerl. Oxford University Press, Oxford 1999, ISBN 0-19-816213-8.
- (Hrsg.): Copland Connotations. Studies and Interviews. Boydell, Woodbridge 2002, ISBN 0-85115-902-8.
- The Music of Lennox Berkeley. Boydell, Woodbridge 2003, ISBN 0-85115-936-2.
- (Hrsg.): CageTalk. Dialogues with and about John Cage. University of Rochester Press, Rochester, NY 2006, ISBN 1-58046-237-5.
- Lord Berners. Composer, Writer, Painter. Boydell, Woodbridge 2010, ISBN 978-1-84383-551-6.
- (Hrsg.): Samuel Barber Remembered. A Centenary Tribute. University of Rochester Press, Rochester, NY 2010, ISBN 978-1-58046-350-8.
- (Hrsg.): Lennox Berkeley and Friends. Writings, Letters and Interview. Boydell, Woodbridge 2012, ISBN 978-1-84383-785-5.